# マツダ・Dプラットフォーム
マツダ・Dプラットフォームとは、マツダのサブコンパクトカー向けの自動車用プラットフォームの名称である。マツダおよびフォード・モーターの車両で使われていた。このプラットフォームを用いる車両のVINコードは、先頭がDから始まる。
Dプラットフォームのうち、DL（1991年 - 1995年）およびDG（1999年 - ）プラットフォームはスズキの軽自動車向けプラットフォームのVINコードであり、この項目からは除外する。

## DA
DAは、初代フェスティバ向けのプラットフォームである。
- 1986-1992 フォード・フェスティバ（ハッチバック）
  - 1986-1991 Mazda 121 (en)（ハッチバック）
  - 1986-1999 キア・プライド (en)（ハッチバック・セダン）

## D
Dは、2代目フェスティバ向けのプラットフォームである。
- 1993-1995 フォード・フェスティバ（ハッチバック）
  - 1993-1999 キア・アベラ (en)（ハッチバック・セダン）

## DB
DBは、オートザム・レビュー向けのプラットフォームである。
- 1990-1996 マツダ・オートザムレビュー（セダン）
  - 1990-1996 Mazda 121（セダン）

## DW
DWは、DBのマイナー変更版で、マツダ・デミオ向けのプラットフォームである。
- 1996-2001 マツダ・デミオ（ハッチバック）
  - 1998-2001 フォード・フェスティバ ミニワゴン（ハッチバック）

## DY
DYは、マツダとフォードのプラットフォーム共通化により、フォードでも用いられているプラットフォームである。フォードでの名称は、フォード・B1プラットフォームである。
- フォード・エコスター
- 2002-2008 フォード・フィエスタ
- フォード・フュージョン（ヨーロッパ版）
- 2002-2007 マツダ・デミオ / Mazda 2
- 2004-2016 マツダ・ベリーサ

## DE
DEは、DYに引き続き、フォードと共同開発されたプラットフォームである。フォードでの名称は、フォード・B3プラットフォームである。
- 2007-2014 マツダ・デミオ / Mazda 2
- 2008- フォード・フィエスタ

## DJ
DJはトヨタ自動車と共同開発されたプラットフォームである。
- 2014- マツダ・デミオ / MAZDA 2
- 2015-2016 サイオン・iA
- 2016- トヨタ・ヤリスiA